# Adalbert Brümmer
Adalbert Brümmer (um 1858 in Berlin – 12. Juli 1937 in Hannover) war ein deutscher Theaterschauspieler und -leiter.

## Leben
Brümmer begann seine Theaterlaufbahn 1875 in Potsdam, setzte dieselbe 1877 in Wesel fort, kam 1879 ans Berliner Stadttheater, 1881 ans Lobetheater nach Breslau, wirkte von 1884 bis 1885 als Gast in Görlitz, 1886 am Dresdener, 1887 am Hannoverischen und 1888 am Berliner Residenztheater, 1889 in St. Petersburg und trat 1900 in den Verband des Hoftheaters in Hannover, wo er als „Baron Ringelstern“ in Bürgerlich und Romantisch debütierte.
Ab 1890 war er auch Eigentümer des kurfürstlichen Theaters in Pyrmont.
1903 kehrte Brümmer nach Hannover zurück und wurde als Direktor der dortigen Schaubühne verpflichtet. 1921 verpachtete er diese Spielstätte und ging anschließend in den Ruhestand.